# Taichi Sato
Taichi Sato (佐藤 太一 Sato Taichi?), född 23 augusti 1977 i Saitama prefektur, är en japansk före detta fotbollsspelare.
Sato började sin karriär 1996 i Urawa Reds. 1999 flyttade han till Omiya Ardija. Efter Omiya Ardija spelade han för Montedio Yamagata. Han avslutade karriären 2001.